# Sinjarit
Sinjarit ist ein sehr selten vorkommendes Mineral aus der Mineralklasse der Halogenide. Es kristallisiert im tetragonalen Kristallsystem mit der chemischen Zusammensetzung CaCl2·2H2O, ist also chemisch gesehen ein wasserhaltiges Calciumchlorid. Das Mineral bildet langgestreckte oder rhombische Kristalle, sowie körnige, massive Aggregate von blass rosa Farbe.

## Eigenschaften
Das Mineral ist sehr hygroskopisch und löst sich leicht in Wasser (117 g in 100 ml Wasser bei 20 °C). Sein Schmelzpunkt liegt bei 172 °C.

## Etymologie und Geschichte
Das Mineral wurde erstmals 1980 von Zeki A. Aljubouri und Salim M. Aldabbagh in der Typlokalität Sindschar (englisch Sinjar) in der Nähe des Dschabal Sindschar im Irak gefunden. Es ist nach dieser auch benannt. 

## Klassifikation
In der Systematik nach Strunz wird Sinjarit zu den einfachen Halogeniden. Nach der 8. Auflage bildet dabei zusammen mit Antarcticit, Bischofit, Eriochalcit, Hydrohalit, Nickelbischofit und Rokühnit eine Gruppe. In der 9. Auflage bildet es eine eigene Untergruppe der einfachen, wasserhaltigen Halogenide mit einem Verhältnis von Metall zu Halogenid von 1:2.
In der Systematik nach Dana bildet es eine eigene Untergruppe der kristallwasserlosen und -haltigen Halogenide mit einem Verhältnis von Metall zu Halogenid von 1:2.

## Bildung und Fundorte
Sinjarit bildete sich in einem Wadi, anscheinend als Niederschlag aus Grundwasser. 
Vom sehr seltenen Mineral sind nur wenige Fundorte bekannt. Neben der Typlokalität fand man Sinjarit nur noch auf der Insel Bulla im Kaspischen Meer in einem Schlammvulkan.

## Kristallstruktur
Sinjarit kristallisiert im tetragonalen Kristallsystem mit den Gitterparametern a = 7,21 Å und c = 5,86 Å sowie zwei Formeleinheiten pro Elementarzelle.